# Ebinsi
Ebinsi  est un village du Cameroun situé dans le département du Manyu et la Région du Sud-Ouest, à proximité de la frontière avec le Nigeria. Il fait partie de la commune d'Akwaya.

## Localisation
Ebinsi est localisé à 5° 41' 25 N et 9° 09' 53 E, à environ 171 km de distance de Buéa, le chef-lieu de la Région du Sud-Ouest, et à 330 km de Yaoundé, la capitale du Cameroun.

## Population
La localité comptait 67 habitants en 1953 et 107 en 1967, principalement des Ejagham du clan Mfoakum.
Lors du recensement de 2005, on y a dénombré 217 habitants dont 118 hommes et 99 femmes.